# Ira, Syria
'Ira (tiếng Ả Rập: عرى; cũng đánh vần Areh, ′ Ara hoặc Ora) là một ngôi làng ở phía đông nam Syria, thuộc khu vực hành chính của huyện As-Suwayda của tỉnh As-Suwayda, nằm ở phía nam as-Suwayda. Trong cuộc điều tra dân số năm 2004, nó có dân số 6.136. Cư dân của nó chủ yếu là Druze.

## Lịch sử
Năm 1596, ngôi làng xuất hiện dưới tên "Timri" trong sổ đăng ký thuế của Ottoman như một phần của nahiya (thuộc tiểu bang) của Bani Nasiyya ở qadaa (quận) của Hauran. Nó có một dân số Hồi giáo gồm hai mươi lăm hộ gia đình và mười bốn cử nhân, và một dân số Kitô giáo gồm năm hộ gia đình. Họ đã trả mức thuế cố định 40% cho các sản phẩm nông nghiệp, bao gồm lúa mì, lúa mạch, vụ hè, dê và ong, ngoài các khoản thu không thường xuyên; Tổng số thuế là 16.000 akçe.
'Ira được tái định cư bởi những người di cư Druze vào đầu thế kỷ 19. Nó được kiểm soát bởi gia đình Al Hamdan, người đã sử dụng nó như một trụ sở thứ cấp. Người Al Hamdan bị Ismail al-Atrash lật đổ từ 'Ira năm 1857. Điều này đánh dấu sự hợp nhất của quyền tối cao Bani al-Atrash ở Jabal Hauran so với Al Hamdan. Sau cái chết của Ismail năm 1869, con trai ông Ibrahim trở thành chủ gia đình và được Rashid Pasha, thống đốc Damascus, công nhận là thống đốc của 'Ira. Anh trai của anh ấy đã thành công anh ấy vào năm 1883 và dựa vào 'Ira. Ngôi làng đã bị tấn công bởi bộ lạc Ruwala vào năm 1893 trong thời gian chiến sự giữa Bani al-Atrash và Ottoman. Bốn cư dân đã thiệt mạng.